# Batman & Robin
Batman & Robin ist eine US-amerikanische Comicverfilmung von Joel Schumacher aus dem Jahr 1997. Er kann als vierter und letzter Teil der Batman-Reihe betrachtet werden, die mit Batman (1989), Batmans Rückkehr (1992) und Batman Forever (1995) begonnen worden war. Der Film startete am 26. Juni 1997 in den deutschen Kinos.

## Handlung
Der Film beginnt, als Batman und Robin einen Raubüberfall von Mr. Freeze stoppen, doch Freeze kann flüchten. Er muss Diamanten stehlen, um seinen Kälteanzug samt Eiskanonen betreiben zu können.
In Südamerika arbeitet Pamela Isley mit Dr. Jason Woodrue an vielen Giften. Sie bekommt mit, wie Woodrue eines der Gifte benutzt, um einen schwächlichen Sträfling in einen mächtigen und monströsen Mann zu verwandeln; Woodrue nennt ihn Bane. Woodrue und Isley diskutieren über den gefährlichen Einsatz des Giftes, woraufhin Woodrue Isley auf einen Tisch mit vielen Giften schubst. Die Gifte fallen auf sie und Isley sinkt zu Boden. Sie verwandelt sich in die schöne und verführerische Poison Ivy, bevor sie Woodrue mit einem giftigen Kuss tötet. Sie findet heraus, dass Woodrue von Wayne Enterprises, dem Unternehmen von Bruce Wayne alias Batman, finanziert wurde; so reist sie mit Bane nach Gotham City.
Währenddessen überrascht die Nichte von Alfred Pennyworth, Barbara Wilson, ihn mit einem Besuch. Sie wird von Wayne eingeladen, in Wayne Manor zu bleiben, bis sie zurück wieder zur Uni muss.
Wayne Enterprises präsentiert ein neues Teleskop auf einer Pressekonferenz, welche von Isley unterbrochen wird. Sie schlägt ein Projekt vor, das der Umwelt helfen könnte, doch Wayne lehnt ihr Angebot ab, da es Millionen Menschen umbringen würde. In dieser Nacht wird eine Wohltätigkeitsfeier von Wayne Enterprises gehalten; mit besonderen Gästen: Batman und Robin. Ivy entscheidet sich zum Gebrauch ihrer Fähigkeiten und verführt die beiden Helden. Doch Freeze stürzt in die Party und stiehlt einen auf der Feier präsentierten Diamanten. Er kann nach einer Verfolgungsjagd von Batman gestellt und gefangen genommen werden, wobei Batman Robins Motorrad zuvor mitten auf der Verfolgungsjagd mit einem Codewort stoppt, da er ihm einen riskanten Sprung nicht zutraut. Infolgedessen kommt es so vermehrt zu Spannungen zwischen beiden. Freeze kommt in die Gefängnisanstalt Arkham Asylum. Mit Hilfe von Ivy und Bane kann er aber wieder entkommen.
Ivy zieht aus der Anlage, in der die Frau von Mr. Freeze am Leben erhalten wird, den Stecker und sagt Freeze, dass es Batman und Robin gewesen wären. Dadurch wächst Freezes Hass auf die beiden. Ivy schlägt ihm vor, das Teleskop von Wayne Enterprises als Eiskanone zu benutzen, um Gotham und danach die ganze Welt einzufrieren. Wenn alle Menschen erfroren wären, würden sich Ivys Pflanzen über die ganze Erde ausbreiten können.
Seit der Verfolgungsjagd mit Mr. Freeze fangen Batman und Robin öfter an zu streiten, was durch die Präsenz von Ivy und ihren verführerischen Fähigkeiten gegenüber Robin noch verstärkt wird. Ivy, die Menschen verführen und mit einem bloßen Kuss töten kann, ist schließlich in der Lage, Robin noch einmal zu kontaktieren, schafft es aber nicht, ihn noch einmal zu verführen. Zwar küssen sie sich, Robin kann sich jedoch durch eine Latex-Schicht über den Lippen vor ihrem Gift schützen. Daraufhin wird Robin von den Pflanzen in einem Wasserbecken festgehalten, Batman wird von Ivys Efeu festgesetzt. Da erscheint Batgirl, die Ivy bekämpft und erreicht, dass diese in einer ihrer eigenen Pflanzen eingesperrt wird. Batman und Robin können sich aber selbst befreien und Batgirl teilt mit, dass sie Barbara Wilson ist und die Bathöhle kennt.
Batman, Robin und Batgirl entscheiden sich, Freeze gemeinsam zu verfolgen. Sie kommen zum Labor, wo Freeze und Bane sich aufhalten. Gotham ist schon komplett eingefroren. Robin und Batgirl kämpfen gegen Bane und können ihn besiegen, indem sie die Schläuche, die ihn stark machen, aus seinen Körper ziehen. Gleichzeitig kämpft Batman gegen Mr. Freeze und schlägt ihn in einem Kampf. Doch Freeze versucht noch, Batman zu vernichten, indem er die Plattform mit dem Teleskop darauf zerstört. Allerdings hat das nur zur Folge, dass Bane unter den Trümmern vergraben wird. Batgirl und Robin tauen Gotham mit Hilfe der von einem Satelliten ausgesendeten Wärmestrahlung wieder auf und Batman zeigt Freeze eine Aufnahme von Ivy während ihres Kampfes mit Batgirl. Freeze sieht dadurch, dass Ivy ihn bezüglich des Todes seiner Frau betrogen hat. Ivy hatte Batman beschuldigt, für den Tod Noras, Freezes eingefrorener Frau, verantwortlich zu sein. Freeze ist aufgebracht von dem Betrug und Batman sagt ihm, dass seine Frau überlebt hat. Sie ist weiterhin im kryogenischen Tiefschlaf und wurde nach Arkham gebracht, damit Freeze seine Forschungen weiterführen kann. Außerdem bittet Batman Freeze um ein Heilmittel, das er für die erste Stufe des MacGregor-Syndroms kreiert hat, die Krankheit, unter der seine Frau leidet. Dieses benötigt Batman für seinen sterbenden Freund und Butler Alfred Pennyworth. Freeze macht sein Missverständnis wieder gut, indem er Batman die Medizin gibt.
Ivy sitzt nun im Arkham Asylum ein, wo sie Besuch von Freeze bekommt, der ihr verspricht, ihr Leben zu einer „Hölle des Winters“ zu machen. Pennyworth wird mit Freeze' Mittel geheilt. Alle sind sich einig, dass Wilson bei ihnen bleiben soll.
Der Film endet, ähnlich wie in Batman Forever, mit dem Bat-Signals, von dem Batman, Robin und nun auch Batgirl auf die Kamera bzw. den Zuschauer zulaufen.

## Unterschiede zwischen Film und Comic
Während Banes Kleidung hier eher der Comicvorlage entspricht als in The Dark Knight Rises, der Verfilmung von Christopher Nolan, wurde seine Hintergrundgeschichte stark verändert. Hier ist er ein tumber, unbekannter Schläger, der offenbar Störungen in der Wahrnehmung seiner Umgebung hat. In den Comics ist Bane dagegen ein brillanter Stratege, der sich gut in die Persönlichkeiten anderer Leute versetzen konnte. Außerdem ist Bane im Film ein schwächlicher, kleiner Mann, der erst durch das Venom derart groß und übermenschlich kräftig wird. Im Comic war Bane auch ohne die Droge kampferprobt und kräftig.
Bei Batgirl wurde die familiäre Beziehung verändert. In den Comics ist sie nicht die Nichte von Alfred Pennyworth, sondern die Tochter von Commissioner Gordon.

## Synchronisation
Synchronfirma: Berliner Synchron GmbH Wenzel Lüdecke.

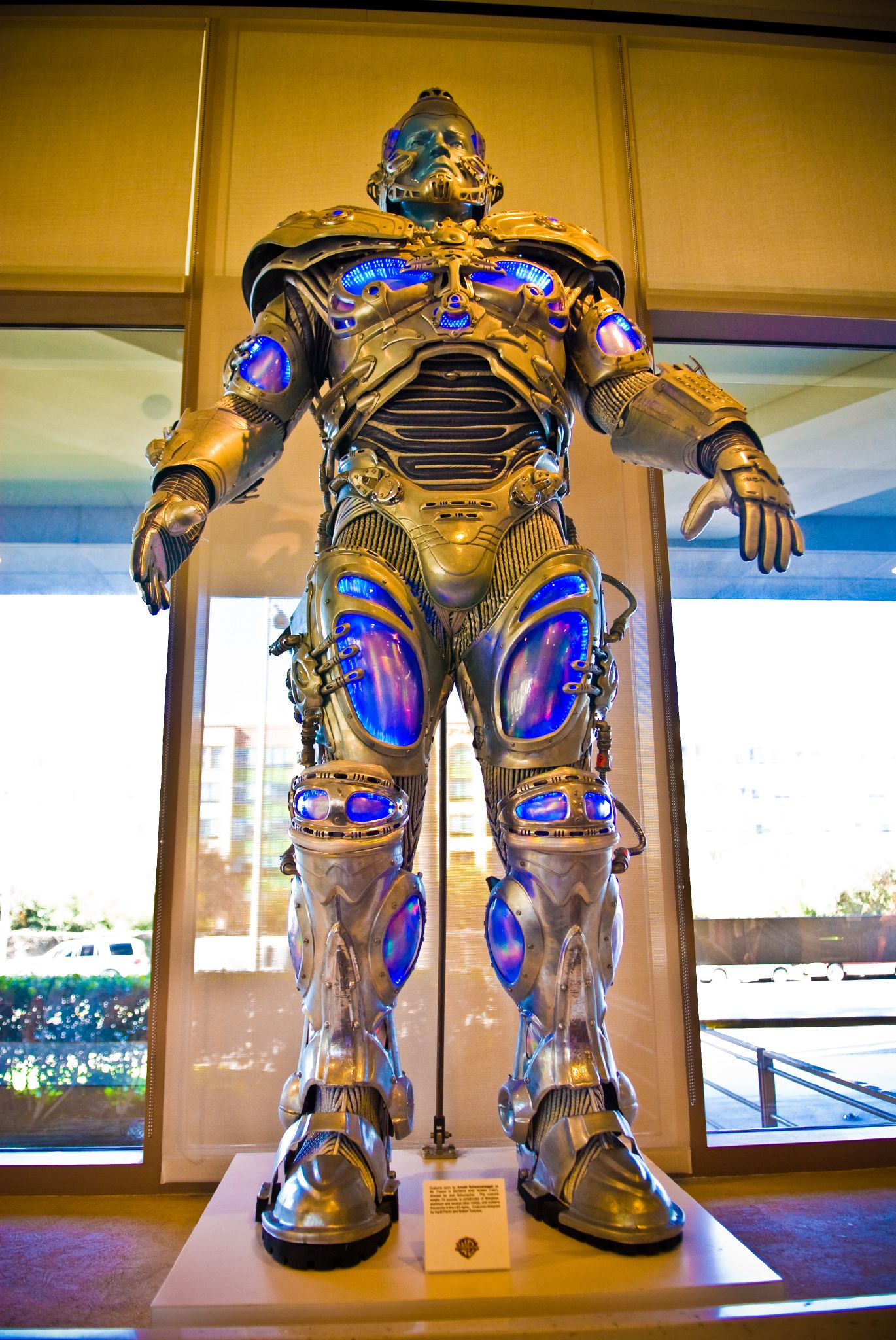
Das Kostüm von Mr. Freeze

Dialogbuch: Johanna Schneider.

Dialogregie: Thomas Danneberg.
| Rolle                         | Darsteller            | Synchronsprecher       |
| ----------------------------- | --------------------- | ---------------------- |
| Dr. Victor Fries / Mr. Freeze | Arnold Schwarzenegger | Thomas Danneberg       |
| Bruce Wayne / Batman          | George Clooney        | Detlef Bierstedt       |
| Dick Grayson / Robin          | Chris O’Donnell       | Frank Schröder         |
| Dr. Pamela Isley / Poison Ivy | Uma Thurman           | Petra Barthel          |
| Barbara Wilson / Batgirl      | Alicia Silverstone    | Dascha Lehmann         |
| Alfred Pennyworth             | Michael Gough         | Friedrich Schoenfelder |
| Commissioner James Gordon     | Pat Hingle            | Hans Teuscher          |
| Dr. Jason Woodrue             | John Glover           | Arne Elsholtz          |
| Julie Madison                 | Elle Macpherson       | Bettina Weiß           |
| Ms. B. Haven                  | Vivica A. Fox         | Ulrike Stürzbecher     |
| Gossip Gerty                  | Elizabeth Sanders     | Liane Rudolph          |

## Kritiken
Der Film erhielt überwiegend negative Kritiken. Das Filmkritik-Portal Rotten Tomatoes gibt für den Film 11 % positive Rezensionen an und er hat einen Metascore von 28 von 100 bei Metacritic.
Roger Ebert schrieb in der Chicago Sun-Times vom 20. Juni 1997, die Filmemacher sollten sich mehr auf die Charaktere statt auf die Spezialeffekte konzentrieren. Der Film sei „wundervoll anzusehen“, er sei aber „im Kern nicht authentisch“. Insbesondere waren die Fans von der Darstellung des Bane enttäuscht. In den Comics einer der gefährlichsten Gegner Batmans, wurde er im Film zu einem tumben Schläger degradiert.
Dem Lexikon des internationalen Films sagten die Figurenzeichnungen zu; „in episodischer, gleichwohl stringenter Form werden ihre Taten geschildert, in denen das Actionelement überwiegt, die Tragik gerade des Bösen aber besonders Gewicht erhält. In der aufwendigen Ausstattung einerseits an die 30er-Jahre-Comics angelegt, andererseits genährt aus Stilzitaten von Gotik über Futurismus bis zum 70er-Jahre-Chic, was eine eindeutige Utopie zu verneinen scheint. Wortwitz und wohldosiertes Tempo sorgen durchaus für Unterhaltungswert.“
George Clooney selbst schämt sich für den Film: „Ich war in dem Film fürchterlich“, den Film anzusehen bereite ihm bis heute körperliche Schmerzen.

## Einspielergebnis
Dem vierten Film der Batman-Reihe, die mit Tim Burtons Batman begann, war an der Kinokasse kein besonderer Erfolg beschieden – er spielte lediglich 238 Millionen US-Dollar ein. Damit blieb Batman & Robin nicht nur weit hinter den Erwartungen zurück, sondern die Presse gab ihm zusätzlich den Makel eines Flops und schlechte Kritiken. Dieser Misserfolg führte dann auch zur Einstellung der ersten Reihe. 2005 kam ein neuer Film (Batman Begins) mit Christian Bale als Batman in die Kinos, bei dem es sich aber nicht um eine Fortsetzung zu Batman & Robin, sondern vielmehr um den ersten Teil einer zweiten, neuen Batman-Filmreihe handelt.

## Auszeichnungen
Der Film Batman & Robin wurde 1998 mit elf Nominierungen für die Goldene Himbeere bedacht. Die Himbeere hat jedoch nur Alicia Silverstone als schlechteste Nebendarstellerin gewonnen.
Bei den Blockbuster Entertainment Awards konnten die beiden Darsteller Chris O’Donnell und Uma Thurman eine Auszeichnung im Bereich Science Fiction entgegennehmen. Arnold Schwarzenegger und Alicia Silverstone wurden für die gleiche Auszeichnung nominiert. Der Film wurde 1998 für den Saturn Award in drei Kategorien, darunter als „Bester Fantasy-Film“, nominiert.
Elliot Goldenthal gewann 1998 den American Society of Composers, Authors and Publishers Film & Television Music Award.

## Roman
- 1997: Michael Jan Friedman: Batman & Robin, Rowohlt Tb. Verlag, ISBN 978-3-499-22240-5